# Zentralstelle der Länder für Gesundheitsschutz bei Arzneimitteln und Medizinprodukten
Die Zentralstelle der Länder für Gesundheitsschutz bei Arzneimitteln und Medizinprodukten (ZLG) ist eine gemeinsame Behörde der 16 deutschen Bundesländer mit Dienstsitz in Bonn. Sie untersteht der Fachaufsicht dem für Gesundheitswesen zuständigen Ministerium des Landes Nordrhein-Westfalen. Zu ihren Aufgaben gehört die Benennung und Anerkennung von Zertifizierungsstellen und Prüflaboratorien für Medizinprodukte sowie die Koordinierung der Arzneimittel- und Medizinprodukteüberwachung.

## Organisation
Die ZLG ist gemäß Staatsvertrag vom 30. Juni 1994 eine gemeinsame Landesbehörde der 16 Bundesländer in einem klar definierten Rahmen im Bereich Gesundheitsschutz bei Arzneimitteln und Medizinprodukten. Als Instrument zur Mitwirkung der Bundesländer ist der ZLG ein Beirat zugeordnet, in dem jedes Land vertreten ist. Die Mitglieder aus den Ländern kommen jeweils aus dem für den Gesundheitsschutz zuständigen Landesministerium und treten mindestens einmal jährlich zusammen. Die eingebundenen Bundesministerien erhalten während der Beratungen Gast- und Rederecht.

### Arzneimittelbereich
Die ZLG ist zentrale Koordinierungsstelle der Länder im Human- und Tierarzneimittelbereich. Sie überprüft und entwickelt das Qualitätsmanagement der einzelnen Länderbehörden in diesem Bereich. Zudem vertritt die ZLG die Bundesländer gegenüber internationalen Gremien und Organisationen, und den Mitgliedstaaten der EU, deren Beitrittskandidaten sowie Drittstaaten in den Themengebieten Arzneimittelüberwachung, Internethandel mit Arzneimitteln und der Bekämpfung von Arzneimittelfälschungen.
Auf nationaler Ebene ist die ZLG für die Arzneimittelüberwachung in Deutschland zuständig. Sie wirkt als nationale Kontakt- und Informationssammelstelle und stellt Kontakte zu internationalen Behörden her, bzw. koordiniert die Zusammenarbeit mit diesen. Innerhalb der Bundesrepublik koordiniert die ZLG länderübergreifende Maßnahmen, koordiniert die Arbeit der ländereigenen Zulassungsstellen, sammelt Informationen von länderübergreifender Relevanz und bereitet sie auf. Sie ist tätig in der Qualitätssicherung in der Arzneimittelüberwachung und Arzneimitteluntersuchung und informiert und koordiniert die Gremien der Obersten Landesbehörden sowie deren Ergebnisse.

### Medizinproduktbereich
Im Bereich der Medizinprodukte ist die ZLG zentrale Koordinierungsstelle für die Produktüberwachung, Geschäftsstelle der prüfenden Laboratorien (die ZLG ist hier benennende Behörde) und vertritt die Länder gegenüber internationalen Akteuren. In diesem Rahmen bestimmt die ZLG Anerkennungs- und Benennungsvoraussetzungen und -verfahren für
- Konformitätsbewertungsstellen, die Prüfungen nach Drittstaatenrecht der USA, Kanadas, Australiens und Neuseelands durchführen
- Laboratorien
- Zertifizierungsstellen für Medizinprodukte und In-vitro-Diagnostika
- Zertifizierungsstellen für Personal
- Zertifizierungsstellen für Qualitätsmanagementsysteme

Zu bestimmten Fragestellungen gründet die ZLG sogenannte Sektorkomitees, die Anforderungen erarbeiten, die an Prüflabore und benannte Stellen weitergegeben werden. Für die Erledigung ihrer Aufgaben erstellt die ZLG einen Haushalt, der vom Beirat, als Vertretung der Bundesländer, begutachtet und genehmigt wird. Soweit die Belange von Bundesministerien berührt werden, haben diese Rederecht.

## Rechtsgrundlage
Grundlage für die Arbeit des ZLG ist das Abkommen über die Zentralstelle der Länder für Gesundheitsschutz bei Arzneimitteln und Medizinprodukten zwischen den 16 deutschen Bundesländern vom 30. Juni 1994.